# Jodid draselný
Jodid draselný je anorganická sloučenina s chemickým vzorcem KI. Tato bílá sůl je komerčně nejvýznamnějším jodidem, v roce 1985 činila roční světová výroba přibližně 37 tisíc tun. Je méně hygroskopický než jodid sodný, takže se s ním snadněji pracuje. Staré a nečisté vzorky jsou žluté, protože podléhají oxidaci jodidu na jod.
Jodid draselný se používá v medicíně, a to buď ve formě tablet obsahujících obvykle 130 mg KI, nebo jako „nasycený roztok jodidu draselného“, který v generické formulaci amerického lékopisu obsahuje 1 000 mg KI na 1 ml (nebo 500 mg KI v 10 kapkách, což se považuje za rovné 0,5 ml).

## Struktura, výroba, vlastnosti
Jodid draselný je iontová sloučenina, K+I−. Krystalizuje podobným způsobem jako chlorid sodný (krychlová krystalová struktura). Vyrábí se reakcí hydroxidu draselného s jodem.
6 KOH (aq) + 3 I2 → 5 KI + KIO3 + 3 H2O

### Anorganická chemie
Protože je jodidový iont slabým redukčním činidlem, tak se silnými oxidačními činidly (např. chlorem) snadno oxiduje na I2:
2 KI(aq) + Cl2(aq) → 2 KCl + I2(aq)
Tato reakce se využívá při izolaci jodu z přírodních zdrojů. Jodid draselný je oxidován i vzduchem, jak lze prokázat pozorováním fialového extraktu, opláchnou-li se staré vzorky KI dichlormethanem. V kyselém prostředí se tvoří kyselina jodovodíková, která je silnějším redukčním činidlem.
Podobně jako jiné jodidy, tvoří jodid draselný, je-li smísen s elementárním jodem, trijodidový anion I3−:
KI(aq) + I2 (s) → KI3(aq)
Na rozdíl od I2 jsou soli I3− dobře rozpustné ve vodě. Takto se jod využívá při redoxních titracích. Vodný roztok KI3, nazývaný Lugolův roztok, se používá jako dezinficiens a jako leptadlo pro zlaté povrchy.
Jodid draselný je prekurzorem jodidu stříbrného, který se používá pro vysokorychlostní fotografické filmy:
KI(aq) + AgNO3(aq) → AgI(s) + KNO3(aq)
Jodid draselný reaguje s peroxidem vodíku za vzniku velkého množství pěny, tzv. sloní zubní pasta.

### Organická chemie
KI slouží jako zdroj jodidového iontu pro organickou syntézu. Užitečnou aplikací je příprava aryljodidů z arendiazoniových solí.

### Analytická chemie
KI je spolu se zásaditým dusičnanem bismutitým - BiO(NO3)·H2O surovinou k přípravě Dragendorffova činidla - KBiI4.

## Použití
Mezi hlavní oblasti použití patří využití jako potravní doplněk pro krmiva, prekurzor AgI a jako složka dezinfekčních přípravků. Jodid draselný se také přidává do prostředků na vlasy a někdy se s ním „jodizuje“ kuchyňská sůl. Využívá se také pro potlačování fluorescence v biomedicínském výzkumu díky koliznímu potlačování fluorescence jodidovým iontem.

### SSKI
Nasycený roztok jodidu draselného, označovaný zkratkou SSKI, se používá při léčbě houbové infekce sporotrichózy. Protože je KI velmi rozpustný ve vodě, obsahuje SSKI 1 g KI na mililitr roztoku. KI obsahuje cca 76,4 % (hmotnostních) jodidu, tedy cca 764 mg na mililitr.
Nasycené roztoky KI lze použít také pro nouzovou léčbu hyperthyroidismu, protože vysoké dávky jodidu dočasně potlačují sekreci thyroxinu ve štítné žláze.
Roztoky vytvořené z několika kapek SSKI přidaných do nápojů lze použít i jako expektorans, ke zvýšení obsahu vody v sekretu dýchacího ústrojí a tedy k umožnění lepšího vykašlávání.

### Ochrana proti radiaci
KI se podává preexpozičně perorálně v tabletách. Přijatý jód nasytí štítnou žlázu a sníží se tím vychytávání radioaktivních nuklidů jódu během pobytu v radioaktivně zamořeném prostředí.

## Nežádoucí reakce
Byly hlášeny případy, kdy léčba jodidem draselným způsobovala otok příušních slinných žláz, protože KI stimuluje tvorbu slin. Mezi nežádoucí účinky SSKI, podává-li se dospělému člověku orálně v dávkách cca 250 mg KI několikrát denně (5 kapek několikrát denně) pro blokádu štítné žlázy, případně jako expektorans, patří akné, ztráta chuti a žaludeční nevolnost; objevují se v několika prvních dnech, než si tělo zvykne na medikaci. Vážnějšími vedlejšími účinky, které vyžadují poradu s lékařem, jsou zvýšená teplota, slabost, neobvyklá vyčerpanost, otok šíje nebo krku, bolesti v ústech, vyrážka, nevolnost, zvracení, bolesti žaludku, neobvyklá tepová frekvence, necitlivost nebo brnění rukou či nohou nebo kovová chuť v ústech.

## Bezpečnost
Jodid draselný je mírně dráždivý, při práci s ním by se měly používat ochranné rukavice. Nadměrná chronická expozice může mít nežádoucí účinky na štítnou žlázu. KI je možný teratogen (může způsobovat strumu u plodu).